# Zhu Jiner
Dans ce nom chinois, le nom de famille, Zhu, précède le nom personnel.
Zhu Jiner est une joueuse d'échecs chinoise née le 16 novembre 2002. 
Au 1er mai 2020, elle est la sixième joueuse chinoise et la 24e joueuse mondiale avec un classement Elo de 2 459 points.

## Biographie et carrière
Zhu Jiner a remporté le championnat du monde des moins de 14 ans en 2016. En 2017, elle finit troisième du tournoi zonal asiatique et se qualifie  pour le championnat du monde d'échecs féminin de novembre 2018 en Russie. En septembre 2018, elle finit troisième ex æquo du championnat du monde d'échecs junior féminin (moins de 20 ans).
Lors du premier tour du championnat du monde féminin de novembre 2018, elle élimine la Géorgienne et seizième joueuse mondiale Lela Javakhichvili, puis elle perd au deuxième tour face à Natalia Pogonina.
Lors de la Coupe du monde d'échecs féminine 2023, disputée à Bakou, elle est exempte au 1er tour, puis bat l'Argentine Candela Francisco au deuxième tour, l'Ukrainienne Ioulia Osmak au troisième tour. Elle perd (0,5 à 1,5) face sa compatriote Tan Zhongyi au quatrième tour (huitième de finale).